# Sanba (socken)
Sanba (kinesiska: 洛吉, 三坝纳西族乡) är en socken i Kina. Den ligger i provinsen Yunnan, i den sydvästra delen av landet, omkring 370 kilometer nordväst om provinshuvudstaden Kunming.
Genomsnittlig årsnederbörd är 903 millimeter. Den regnigaste månaden är juli, med i genomsnitt 304 mm nederbörd, och den torraste är november, med 1 mm nederbörd.